# Blu Columbia
Il blu Columbia è un colore terziario azzurro che prende il nome dalla Columbia University. Il colore stesso deriva dalla tonalità ufficiale della Philolexian Society, la più antica organizzazione studentesca dell'università. Sebbene il blu Columbia sia spesso identificato con Pantone 292, la Philolexian Society lo utilizzò per la prima volta nel 1852, prima della standardizzazione dei colori. Pantone 290, una tonalità di blu leggermente più chiara, è stato anche specificato da alcuni uffici della Columbia University, ed è l'attuale colore ufficiale elencato dall'ufficio per le comunicazioni visive della Columbia University.